# Strzelnica (skała)
Strzelnica – skalny mur na wzgórzu Sikornik w Krakowie. Jest pozostałością dawnego niewielkiego kamieniołomu wgłębno-stokowego.
Strzelnica znajduje się w lesie na północno-wschodnim stoku Sikornika, w Woli Justowskiej (obecnie Dzielnica VII Zwierzyniec). Do obrzeży lasu dochodzi ulica Koło Strzelnicy. Prowadzą od niej do skały znaki Krakowskiego Szlaku Wspinaczkowego. 
Strzelnica to zbudowane z twardych wapieni skalistych dwie niewysokie ściany. Początkowo wspinano się na nich z asekuracją górną. W 2018 roku zostały przygotowane do wspinaczki skalnej przez fundację WSPINKA dzięki finansowemu wsparciu Rady Miasta i dwóch firm: FRABE i STATE STREET. Skały oczyszczono do wspinaczki, zamontowano na nich stałe punkty asekuracyjne, tablicę informacyjną z dwoma skałoplanami, ławeczkę i wykonano ziemne schodki. W 2019 roku na skałach jest 28 dróg wspinaczkowych o trudności od III do VI.2 w skali polskiej. Wszystkie drogi mają zamontowane stałe punkty asekuracyjne w postaci ringów (r) i stanowisk zjazdowych (stz). Są też dwa projekty.
Nad ostatnim murem skalnym Strzelnicy znajduje się Nyża nad Strzelnicą.

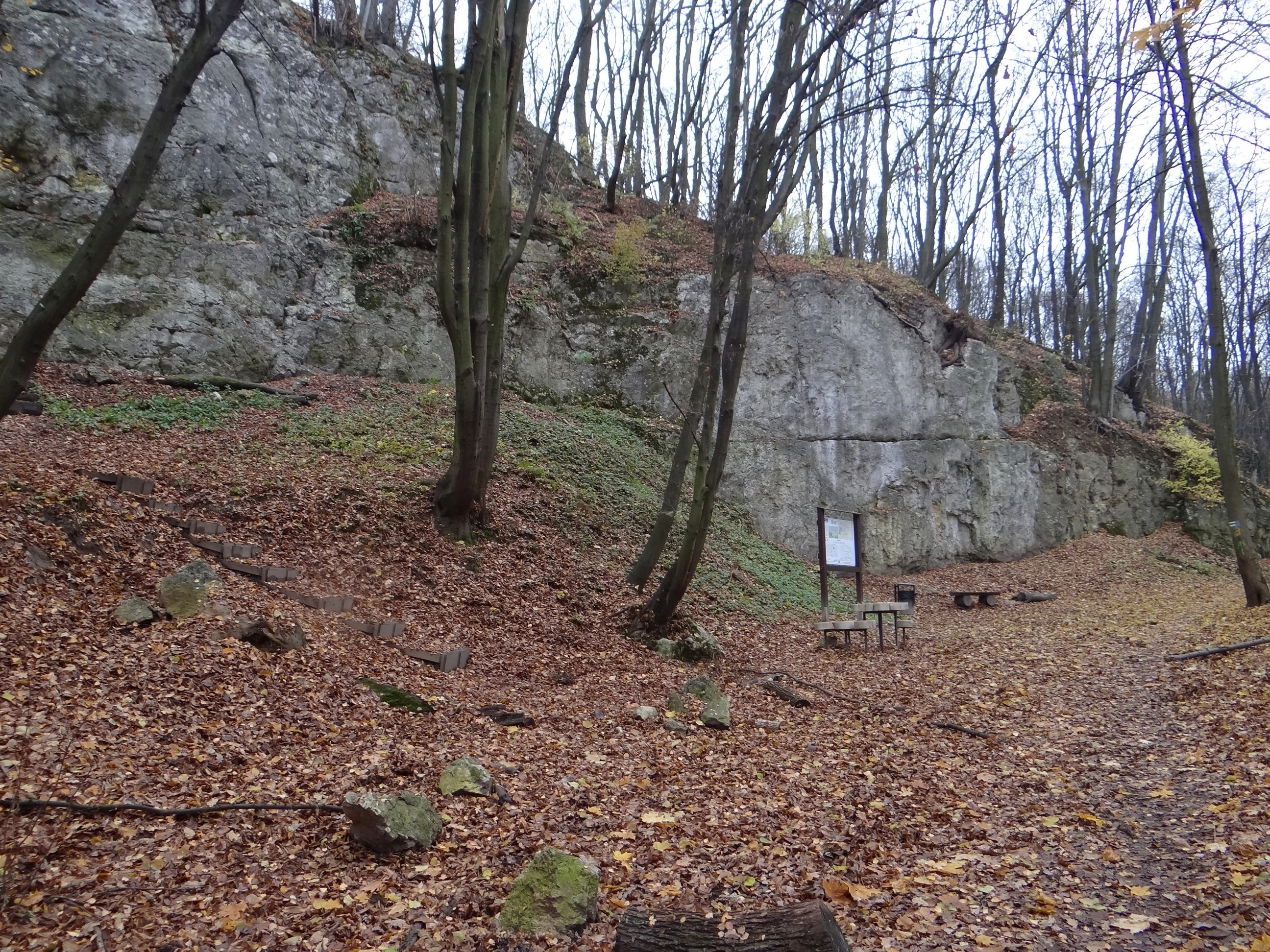
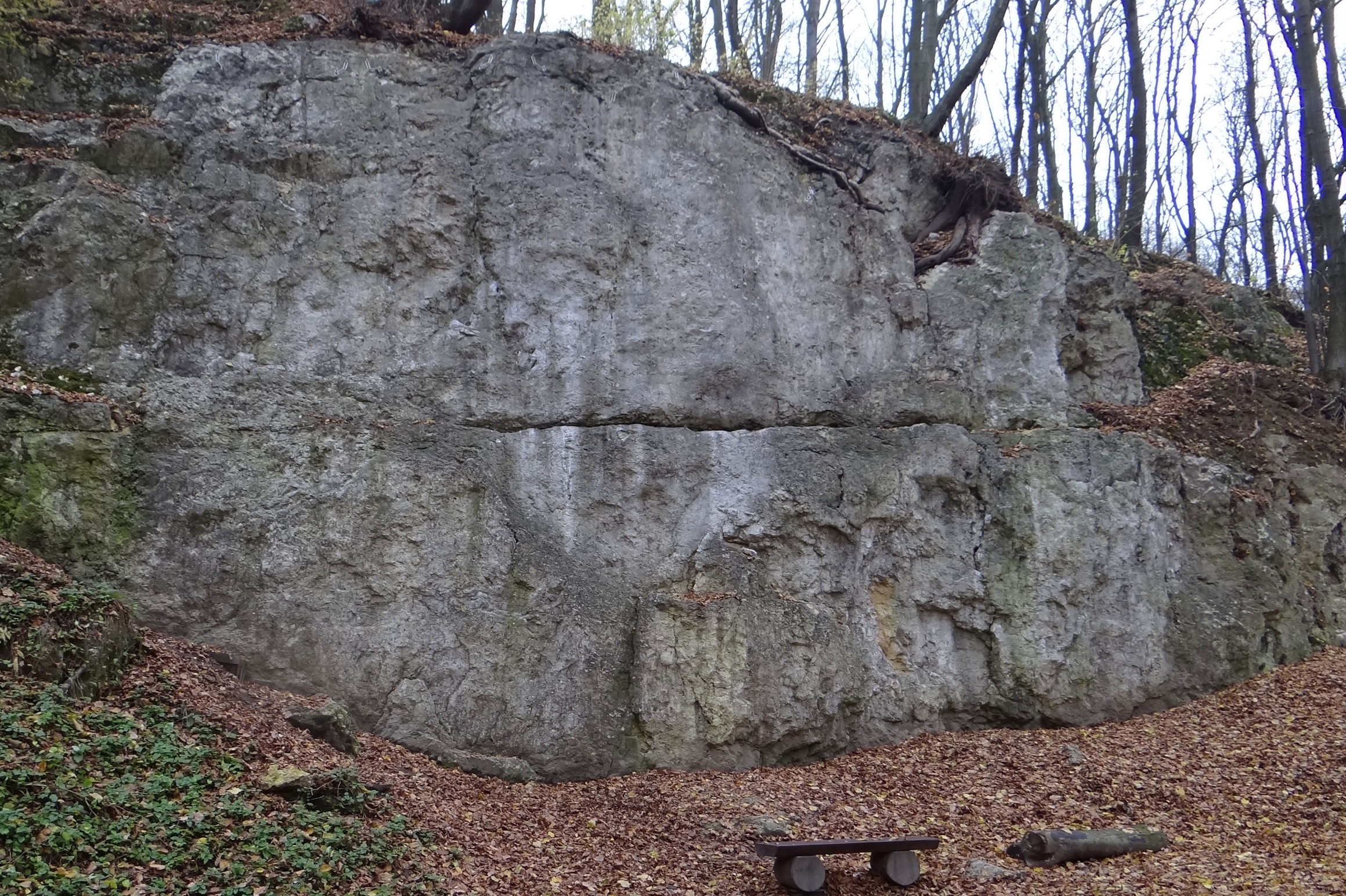
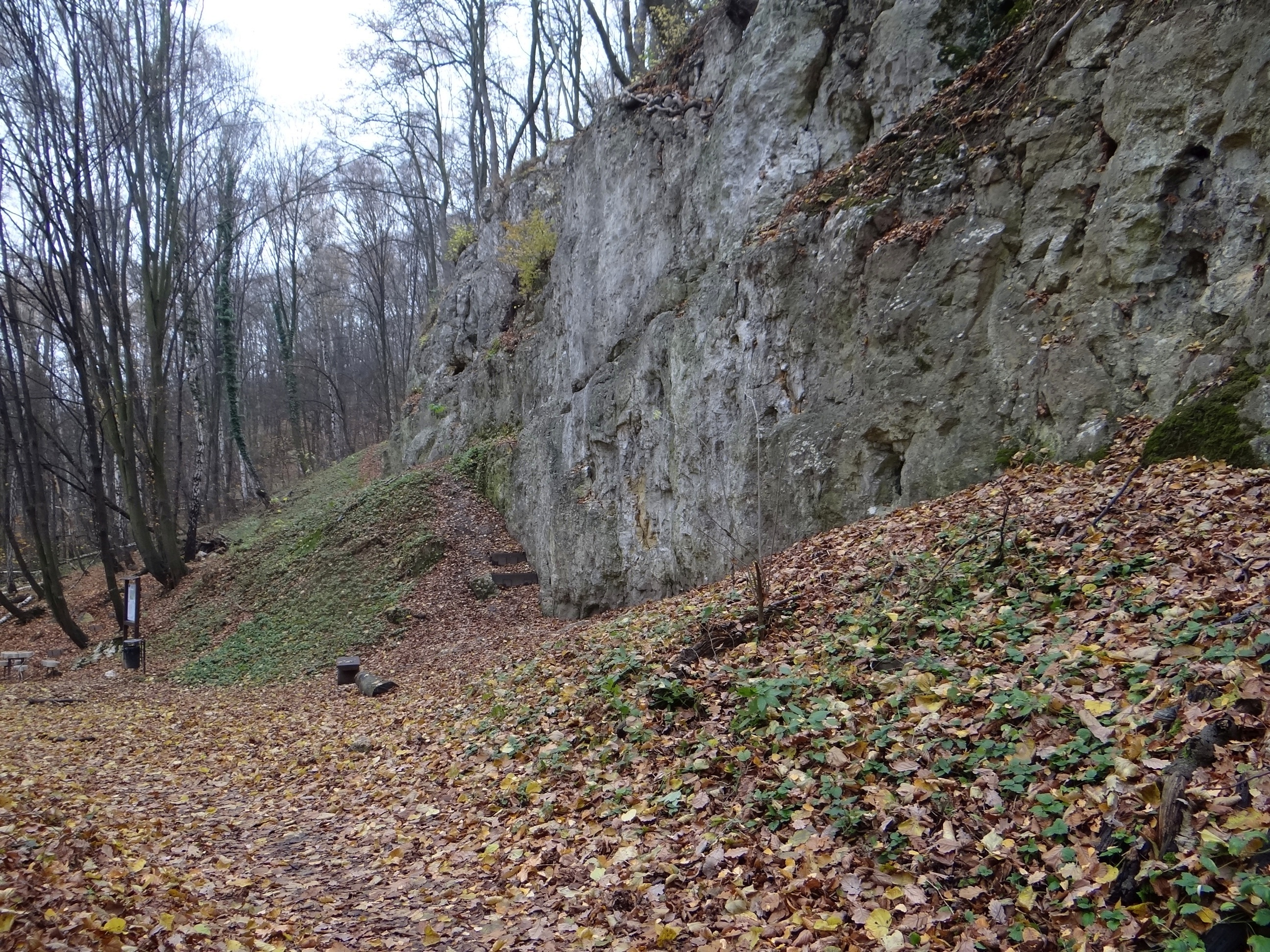
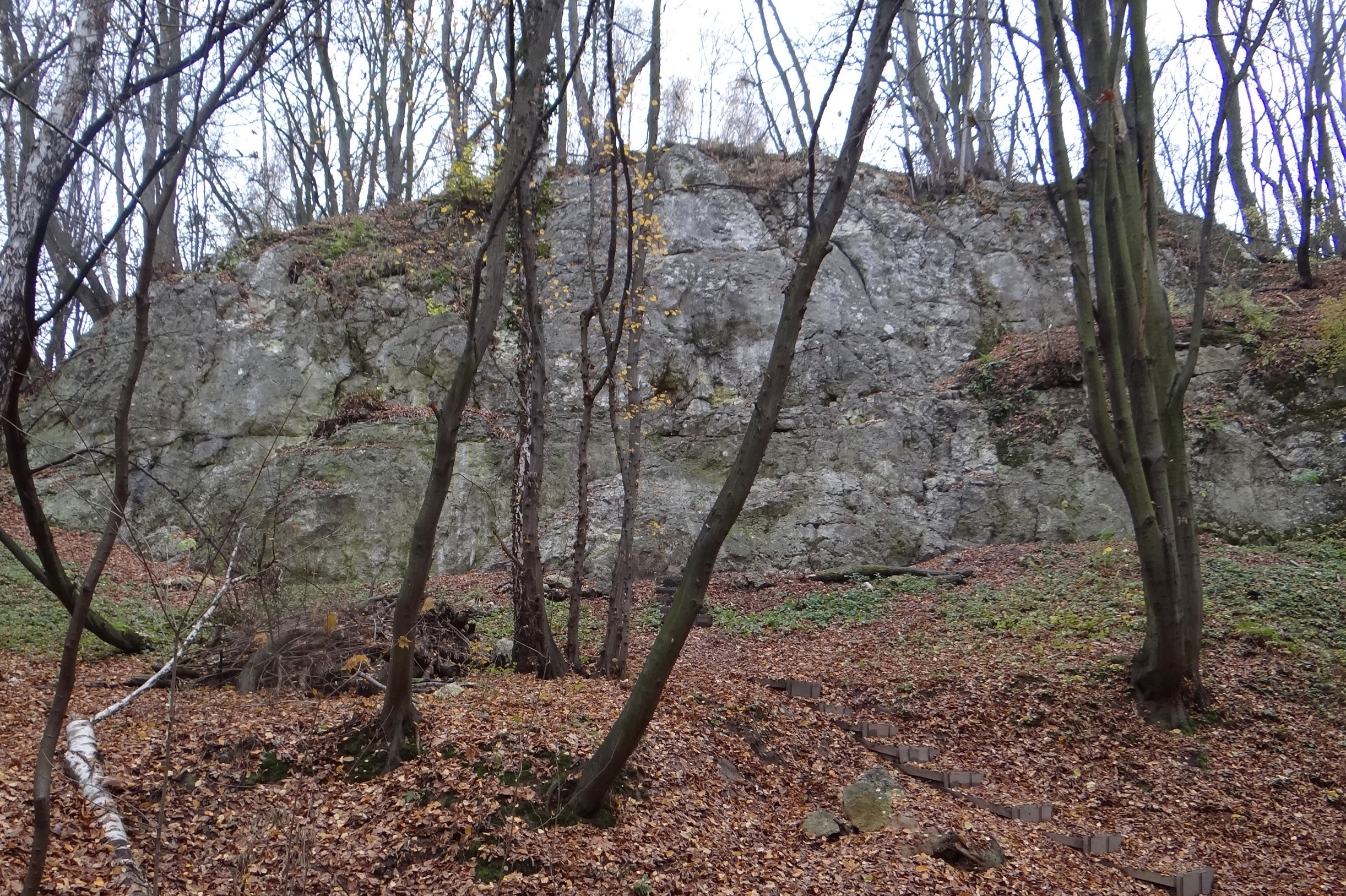

## Drogi wspinaczkowe
1. Projekt,
2. Rewolwer (3r + stz),
3. Zacięcie bębenka V (3r + stz),
4. Projekt,
5. Strzał w kolano V (4r + stz),
6. Strzelające biodro V- (4r + stz),
7. Odstrzelona wanta V (4r + stz),
8. Postrzelona Wanda V- (4r + stz),
9. SalwaTor VI- (4r + stz),
10. Palba (3r + stz),
11. Dziki ostrzał V- (4r + stz),
12. Jedna racica w jasności IV+ (4r + stz),
13. Superdzik III (5r + stz),
14. Dzikie podchody III- (5r + stz),
15. Spocznij IV (3r + stz),
16. Trawers strzelnicy V+ (11r + stz),
17. Baczność!  IV (4r + stz),
18. Rozstrzelanie VI.1 (4r + stz),
19. Pluton egzekucyjny VI- (5r + stz),
20. Pełna gotowość bojowa VI (4r + stz),
21. Zdziczenie obyczajów VI+ (ogr.) (4r + stz),
22. Dezerter  VI- (4r + stz),
23. Pistolet  VI.2 (3r + stz),
24. Ostra amunicja VI.1+ (4r + stz),
25. Super chabry VI.2 (ogr.) (3r + stz),
26. Chabry z poligonu wąchaj po kryjomu IV+ (3r + stz),
27. Pif-Paf  VI- (ogr.) (3r + stz),
28. Kurz bitewny IV+ (3r + stz),
29. Ruch oporu V (3r + stz)
30. Rezerwy strategiczne IV- (3r + stz)[3].